# Lolodorf
Lolodorf est une commune du Cameroun située dans la région du Sud et le département de l'Océan, près de la côte occidentale de l'Afrique.

## Géographie
La localité chef-lieu, Lolodorf est située au pied du massif de Ngovayang culminant à 1090 m en zone de forêt équatoriale sur la rivière Lokoundjé, entre Éséka au nord (à 56 km), Mvengue à l'est (à 33 km), Akom II au sud et Bipindi au sud-ouest. Desservie par la route provinciale P8 (axe Yaoundé - Kribi) à 110 km au nord-est du chef-lieu départemental Kribi, elle se situe à 76 km au nord-ouest du chef-lieu régional Ebolowa via la route P10.
| Messondo | Eséka    | Makak   |
| Bipindi  | Lolodorf | Mvengue |
|          | Ebolowa  |         |

## Histoire

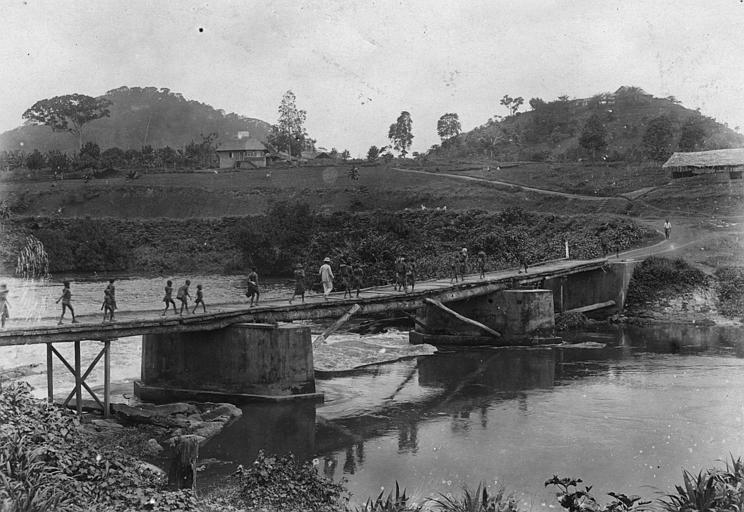
Pont de Lolodorf (1917)

Lolodorf, Vente de nourriture sur la route (1900)

Le nom de la commune est issu de l'allemand Lule Dorf ou village de Lule, du nom du grand chasseur et chef traditionnel Lule Kutang de l’ethnie Kwassio (Ngoumba).
Sous la domination coloniale allemande, Lolodorf était le siège d'une station militaire et la ville principale du district du même nom. Elle a été fondée le 1er septembre 1893 pour sécuriser la route commerciale Kribi - Yaoundé , initialement sous administration civile. La fourniture de provisions a eu lieu à partir de Kribi. En 1895, une nouvelle maison a été construite. En octobre de la même année, il fut occupé par un département de la Schutztruppe, qui, dans la seconde moitié des années 1890, étendit la souveraineté judiciaire et commerciale allemande aux voisins de Bane et Ngumba. 
En septembre 1907, le district et la gare revinrent à l'administration civile. Avec la mort du dernier directeur de la station en mai, Wilhelm Achenbach, Lolodorf a été dissoute en tant que station gouvernementale, et le district a été divisé en districts voisins de Kribi, Edea, Yaoundé et Ebolowa. À la station précédente, un poste de vaccination doté d'un jardinier et d'un assistant hospitalier a été mis en place pour poursuivre les expériences agricoles et l'exercice de contrôle vaccinal. Lorsque la Première Guerre mondiale éclata, l'endroit était également le siège d'un poste de police et d'un bureau de poste. Il y avait aussi une station missionnaire presbytérienne, la station commémorative Miss Mac Lean.
Après le départ des Allemands, le nom du village se transforme en  Lolodorf.

## Population
Lors du recensement de 2005, la commune comptait 14 326 habitants, dont 4 450 pour la ville de Lolodorf.
Lolodorf est connue pour être l'une des zones de localisation des pygmées, notamment les clans Bagyèli et de Bakola qui ont dû se sédentariser depuis les années 1960 grâce aux plans d'intégration sociale des populations marginalisées du gouvernement camerounais, sous l'effet des exploitations forestières depuis les années 1960 et de l'oléoduc Tchad-Cameroun depuis 1999.
Les populations Ngoumba, Fang, Ewondo et Boulou résident également dans le secteur.
Des peuples bantous occupent également la zone, exerçant auparavant leur suzeraineté sur les pygmées (forme d'esclavage).
Plusieurs langues sont parlées dans la ville, notamment : ngumba, ewondo, fang, boulou, bakole, bagyèli, bamiléké, bassa, foulbé, bamoun.

## Chefferies traditionnelles
Lolodorf est le siège de l'unique chefferie traditionnelle de 1er degré du département de l'Océan :
- Chefferie de Ngoumba-Fang (10 982 habitants en 2015)

L'arrondissement de Lolodorf compte trois chefferies traditionnelles de 2e degré :
- 818 : Groupement Ngoumba Centre
- 819 : Groupement Fang
- 820 : Groupement Ngoé

## Villages
Les 27 villages de la commune sont groupés en quatre chefferies de cantons (2e degré).
- La chefferie du canton Ngoumba Centre qui regroupe les villages de Bikoui, Bigbally, Mill, Sabally, Nkouampoer I, Nkouampoer II, Mbango Bittouer, Mbango Ngoumba, Kaba, Mvog-Esson, Ngoyang, Madong 1, Madong 2 et Nkoumbinzick.
- La chefferie du canton Ngoué Ewondos (Ngoué) dont l’influence s’étend sur les villages Bibondi et Bikoka
- La chefferie du canton Fang Bulu qui concerne les villages Mbango Bulu, Mangouma, Mvog-Esson, Bibia, Ngovayang I, Ngovayang II et Ngovayang III.
- La chefferie du canton Ngoumba Sud avec les villages Bikalla, Mbikiliki, Mougue, Bingambo Mvilé, cette chefferie qui s'étend sur quatre villages de la commune de Lolodorf a son siège inscrit sur l'arrondissement voisin de Bipindi.

Outre Lolodorf et ses quartiers, la commune comprend les villages suivants :
- Bibia
- Bibondi
- Bikalla
- Bikoka
- Bingambo
- Kaba
- Koumbizik
- Madong
- Mangouma
- Mbango
- Mbikiliki
- Melangué
- Mill
- Mougue
- Mville
- Ngovayang
- Ngoyang
- Nkouambpoer I
- Nkouambpoer II

## Toponyme
Le nom de Lolodorf a été donné par les Allemands, et provient du nom d'un notable de village de Bikoui, du nom de Loulé. C'est de la déformation de Loulé que serait venu Lolo. Loule-Dorf signifie en allemand « village de Loulé ». En 1897, une mission chrétienne a été ouverte dans Lolodorf. La majeure partie de la population de la région a ainsi été christianisée.
Réputé pour être étroit et avec de nombreux rapides, le fleuve Lokoundjé arrose Lolodorf. Un pont relie ses deux rives à l'est de la ville. Il est le troisième pont construit sur le fleuve après les deux premiers (allemand et français). Il est aujourd'hui réservé à la circulation des piétons et des cyclomoteurs.

## Cultes
La paroisse catholique Saint Pierre-Claver de Lolodorf relève de la zone pastorale Océan Centre du diocèse de Kribi.
Paroisse E P C Simon Nguiamba Ngally [Corisco Kribi] paroisse É P A

## Économie
La ville a connu son âge d'or dans les années 1980, avec un développement des infrastructures administratives et le lancement d'une station de télécommunication moderne qui a relié Lolodorf au réseau téléphonique national et international. Depuis lors, la ville vit une certaine stagnation et souffre d'un manque chronique d'usine et d'investissements. Le chômage y est donc, comme dans tout le Cameroun,  endémique.
Nous notons cependant, depuis cinq ans, l'arrivée d'une ferme agropastorale "Terravivia Ferme", qui se développe et devient l'une des principales activités agro-industrielles de la localité.  Cette ferme, est aujourd'hui le principal employeur de la sous région de Lolodorf , avec une vingtaine d'ouvriers agricoles. Le groupe Terravivia dont la direction se situe à  Koumbinzik , à dix kilomètres du centre ville de Lolodorf, vient d'ailleurs d'ouvrir une Hôtel de tourisme, le City Palace, qui fait la fierté de ville .
Le marché le plus proche est à la ville côtière de Kribi, et une piste relie les deux villes distantes d'environ 110km.
L'agriculture vivrière, la cueillette, la pêche dans le fleuve et la chasse sont les activités principales. Il y a aussi quelques plantations de cacao.

## Communication
Il existe une station de radio communautaire en langue française et en langues locales qui émet depuis 1997 mais malheureusement serait tombée dans ce que l'on pourrait caractériser d'apologie des politiques de la place car elle s'est totalement détournée de ses missions premières et capitales pour jouer le griot de certaines personnes influentes. De nos jours, cette radio qui devait valablement contribuer au développement de Lolodorf émet et fonctionne de façon traditionnelle.
Il y a eu une station météo dans la ville pendant plus de 25 ans qui est aujourd'hui fermée.

## Personnalités
- Essama Petit Pierre, proviseur des lycées, et cadre de la région du Sud.
- Christian Sabba, universitaire, éditeur, homme de lettres.
- Loulé Koutang, chef traditionnel lors de la colonie allemande.
- Samuel Mynkio Bamba, compositeur de la musique de l'hymne national
- Pierre Mashuer, premier bachelier camerounais[réf. nécessaire]
- Pierre Semengue, né à Bikoka, premier général de l'armée camerounaise
- Guillaume N'gouah-N'gally, né à Bikui, premier et unique vice-amiral de la marine camerounaise
- René Ngouo Woungly Massaga, Commandant Kissamba, homme politique
- Abraham Nzie Nzouango, révérend pasteur (E.P.A. 1934)
- Ebénézer Woungly Massaga, révérend pasteur[3]
- Annie Anzouer, chanteuse
- Anne-Marie Nzié (1932-2016), chanteuse
- Cromwell Nzié, artiste-musicien, frère de la précédente
- Emmanuel Nguiamba Nloutsiri, maire[4]
- Charles Pythagore Ndongo, journaliste[5]
- Charles Ateba Eyene, chercheur, né à Bikoka
- Loung jean Félix,  premier agrégé du Cameroun